# 경구개 방출음
경구개 방출음(硬口蓋放出音)은 자음의 하나로, 경구개에서 조음하는 방출음이다. IPA 기호는 cʼ이다.
듣기: